# Roccabruna (famiglia)

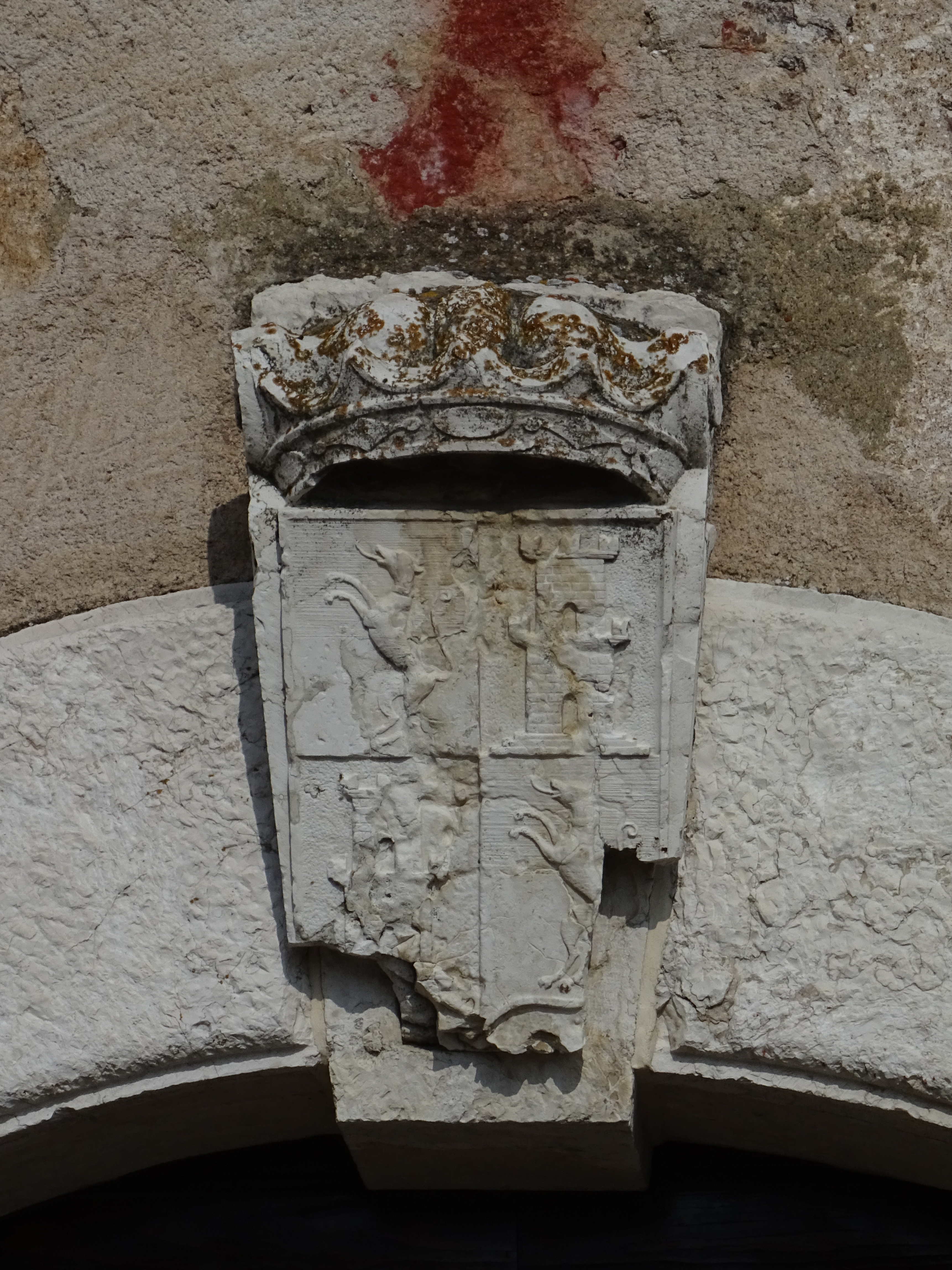
Lo stemma dei Roccabruna sul portale del castello a Fornace

I Roccabruna sono stati una famiglia nobile della provincia di Trento, originaria di Fornace ed estintasi nel Settecento.

## Storia

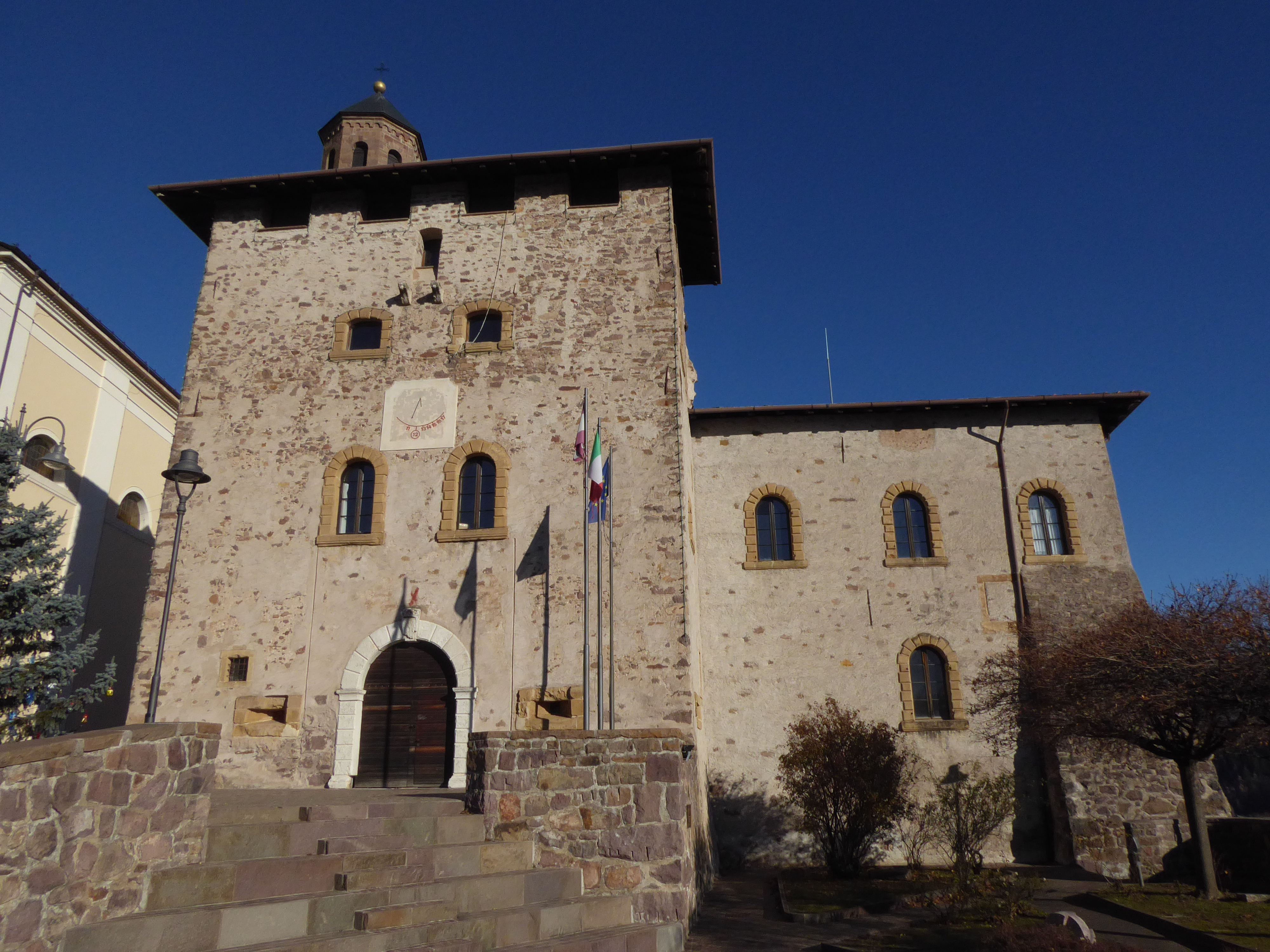
Castel Roccabruna a Fornace

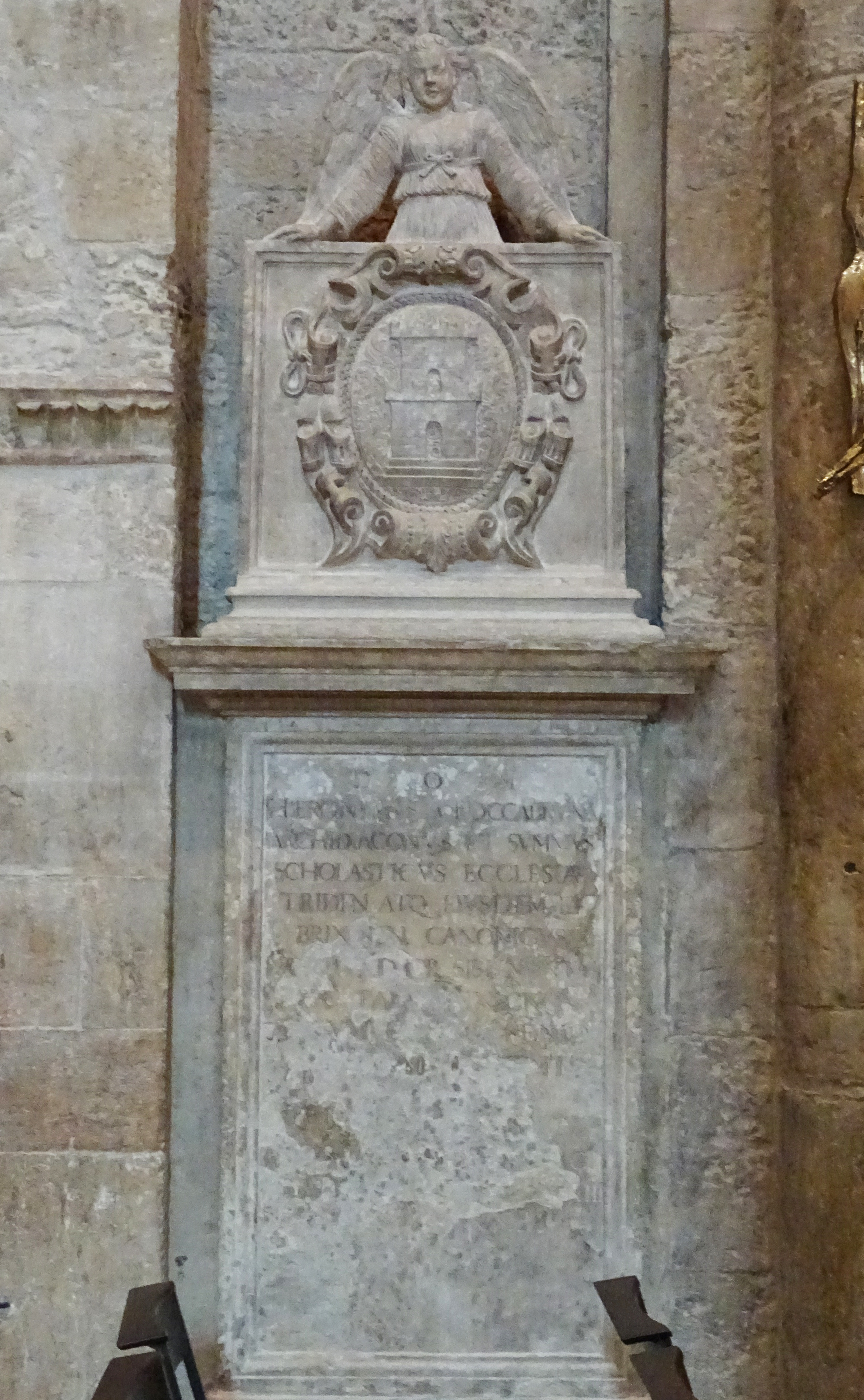
La tomba di Girolamo Roccabruna nel duomo di Trento

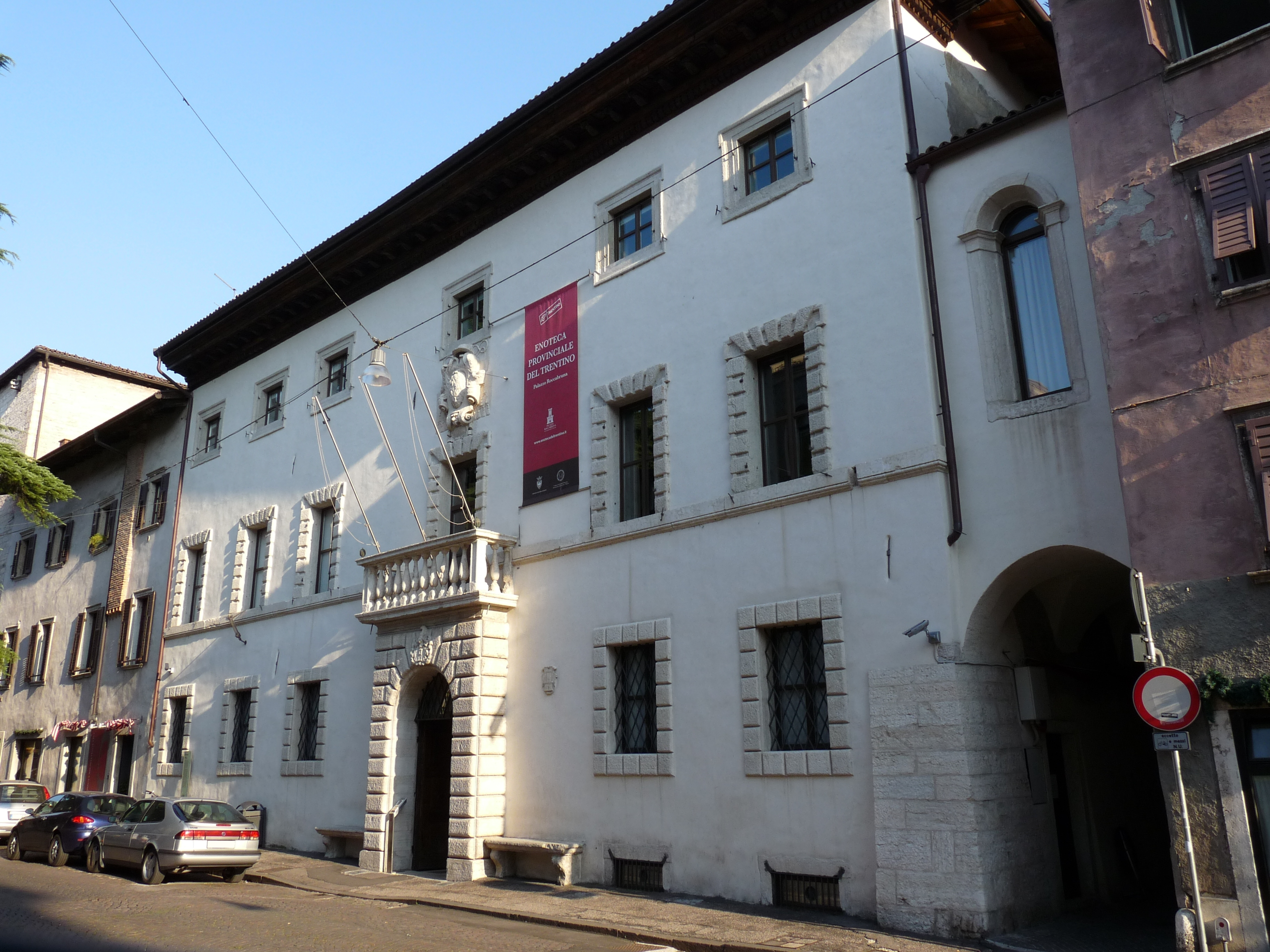
Palazzo Roccabruna a Trento

È una famiglia considerevolmente antica, il cui nome deriva forse da quello di un castello realizzato con pietre porfiriche scure che esisteva un tempo tra Nogaré e la chiesa del Buss, nel luogo dove a tutt'oggi esiste uno sperone roccioso detto le Ròche e di cui restava qualche rudere a fine Ottocento. Il primo membro di cui si abbia notizia è un tal Iacopino I, citato come proprietario di beni a Caldaro in un documento del 1189, mentre la linea di castel Fornace, quella più importante, è attestata dal XI secolo, con Gandolfino I.
Già dal XIII secolo la stirpe era divisa in cinque rami: oltre a quello di Fornace, gli altri erano quelli di Belvedere, Seregnano, Civezzano (Castel Telvana) e Magnago. La famiglia arriva a Trento nel Medioevo, e nel 1526 era diffusa in varie contrade; nel corso del Cinquecento spicca la figura del canonico Girolamo II Roccabruna, collaboratore dei principi vescovi Madruzzo e arcidiacono del capitolo della cattedrale di Trento, che riunì su di sé e su suo fratello Giacomo IV le proprietà e i titoli che, essendosi sparsi in tutta la vasta discendenza, ne avevano indebolito il potere politico; fu lui a far edificare, tra l'altro, il Palazzo Roccabruna di Trento.
L'ultima discendente della famiglia fu Anna Caterina, che sposò Gaudenzio Gaudenti; da questi nacque la famiglia Gaudenti-Roccabruna, i cui membri furono baroni del Sacro Romano Impero dal 1783.